# Ковчег Ноя

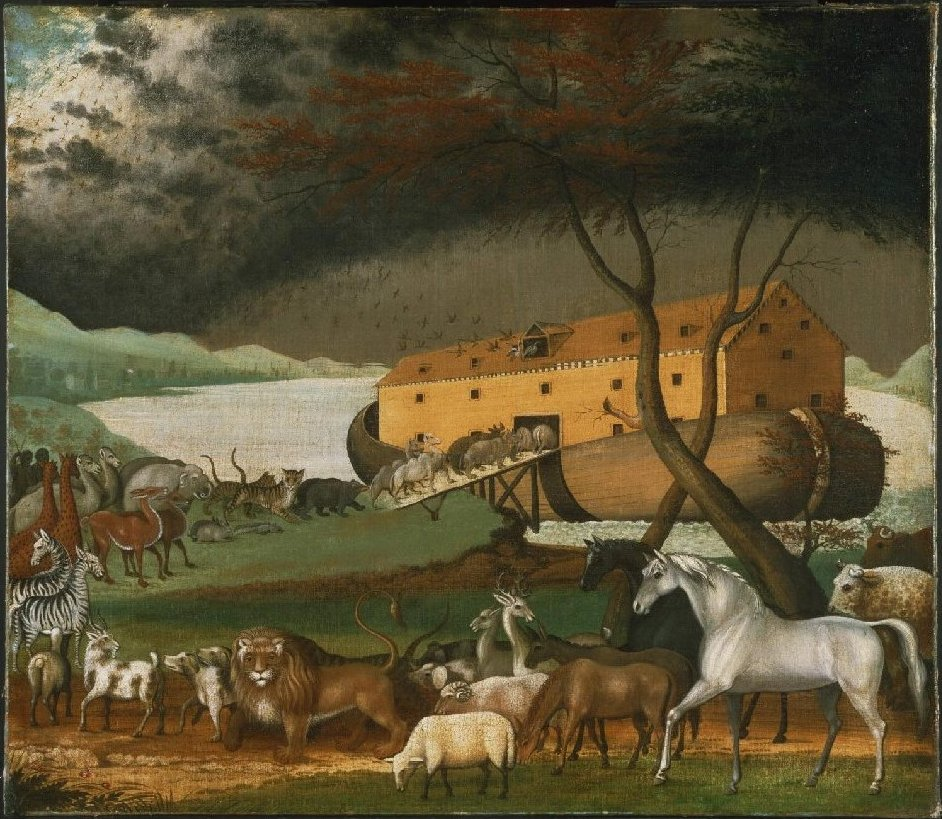
Картина Едварда Гікса (1780—1849), змальовує тварин, що заходять до Ковчегу парами.

Згідно з біблійним оповіданням, Ковчег Ноя (івр. תֵּבַת נֹח тева́т) — це корабель побудований за Божою вказівкою для порятунку Ноя, його сім'ї, й тварин світу від Всесвітнього потопу з дерева ґофер. Історія розповідається в Книзі Буття й інших джерелах.
Історія з книги Буття всебічно розроблялася в різних релігійних традиціях, застосовувалася в алегоричних значеннях (напр. Ковчег — це попередник церкви, що пропонує порятунок людству), зіставлялися теоретичні рішення з практичними проблемами (наприклад, як Ной розміщував відходи).
Розвиток наук геології й біогеографії в XIX ст. призвів до того, що ще більше істориків почали вбачати можливість пояснити буквальне розуміння історії ковчега, а біблійний критицизм знову почав відстоювати світське бачення проблеми. В будь-якому випадку, історія ковчега до сьогодні використовується як індикатор для з'ясування чи сприймає особа Біблію буквально. Крім того, продовжується дослідження Араратських гір в Вірменії, де згідно з книгою Буття, зупинився ковчег.

## Оповідання

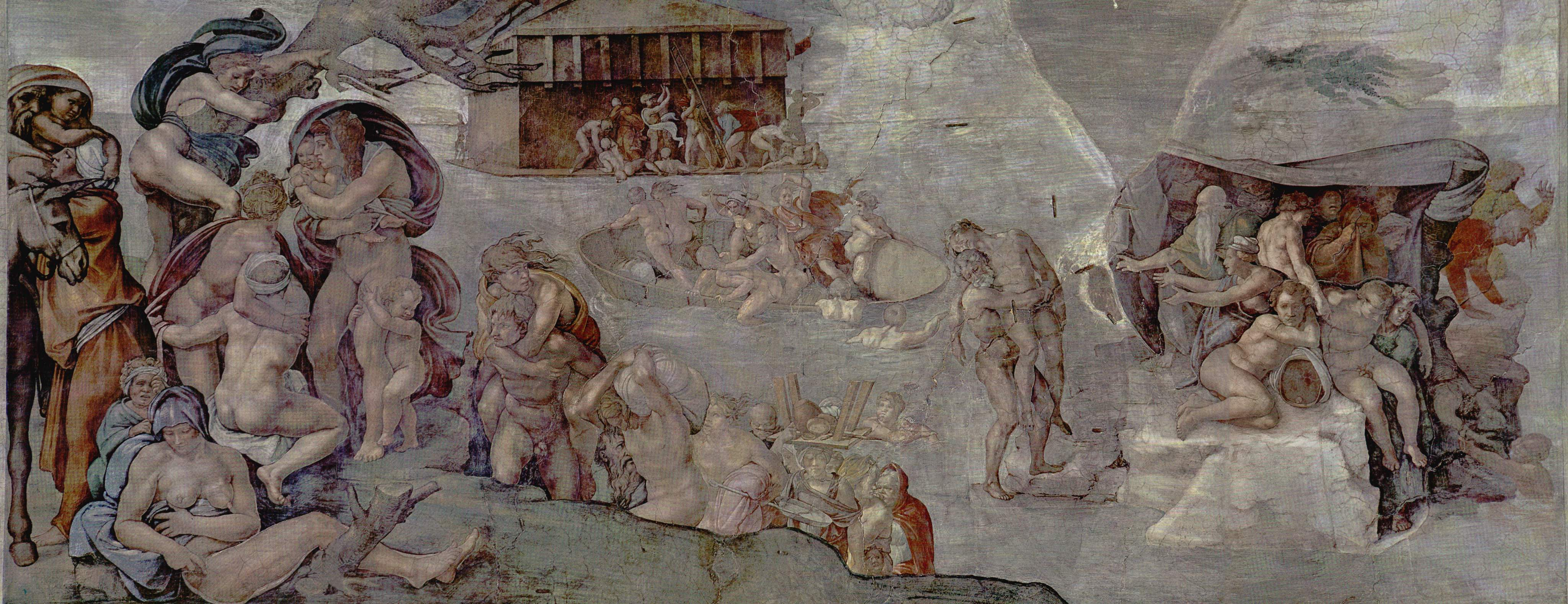
Мікеланджело Буонарроті, Потоп, Сикстинська капела, Ватикан.

Згідно з главами 6-9 книги Буття історія Ковчега починається з того, що Бог побачив велике розбещення людини на землі і вирішив навести потоп на землю і винищити людей з землі.  Але Ной знайшов милість в очах Бога, бо був він чоловік праведний і невинний поміж людей свого часу. Бог звернувся до Ноя з велінням збудувати ковчег і взяти з собою дружину; синів Сима, Хама та Яфета; їхніх дружин. Окрім того, Ной мав взяти з собою по двоє з усього живого на землі (самця та самицю з птаства, худоби, плазунів кожного роду), а також їжі для прогодування сім'ї та тварин.
Через сім днів після того, як Ной з родиною і всі тварини ввійшли до ковчега «відкрилися всі джерела великої безодні, і розчинилися небесні розтвори, і був дощ на землі сорок день і сорок ночей». Вода вкрила навіть найвищі гори і вимерло все, що рухається на землі. «І зостався тільки Ной та те, що з ним у ковчезі було».

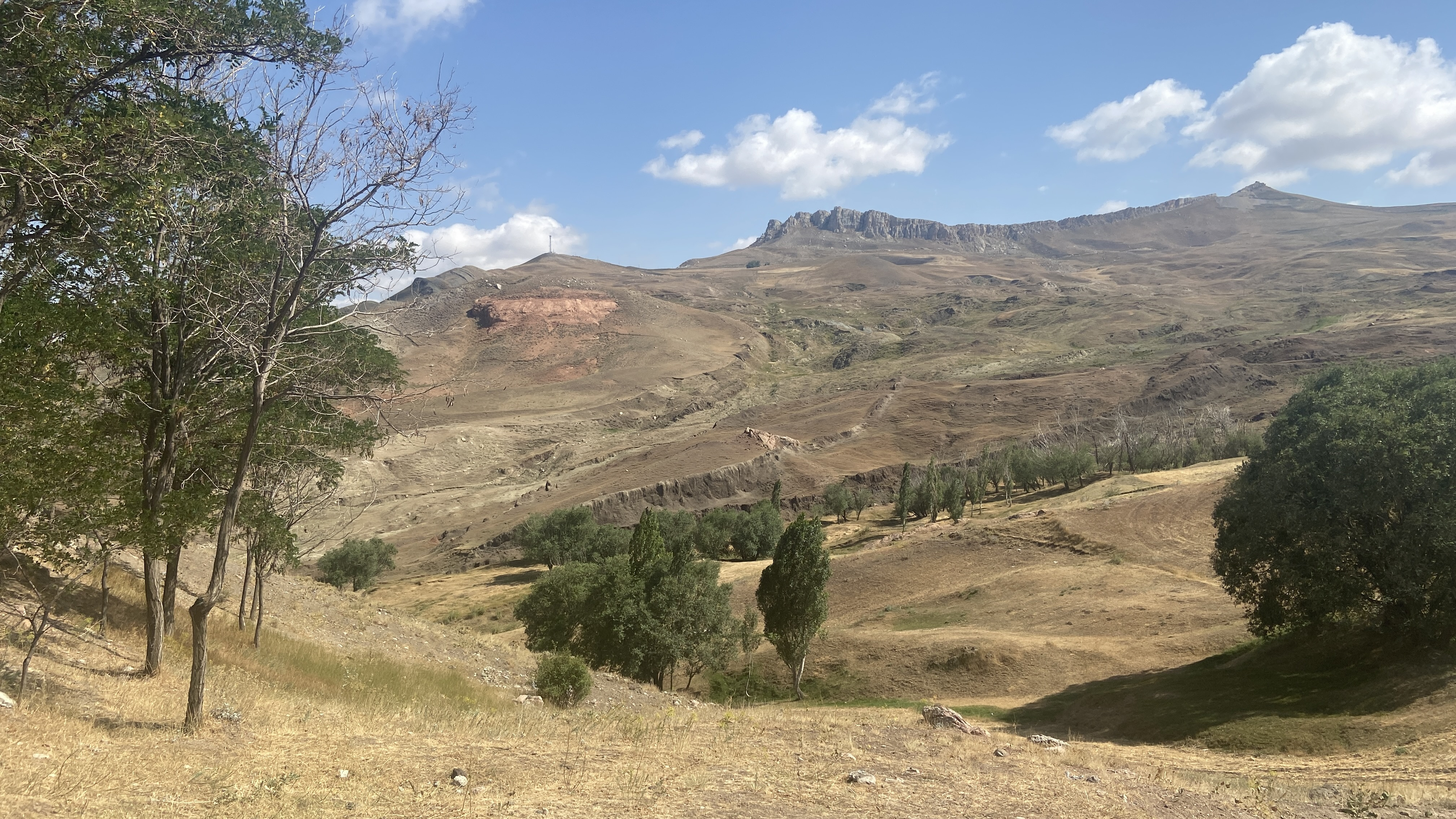
Місце де досліджували ймовірну зупинку Ковчегу Ноя (фото 2021 р.)

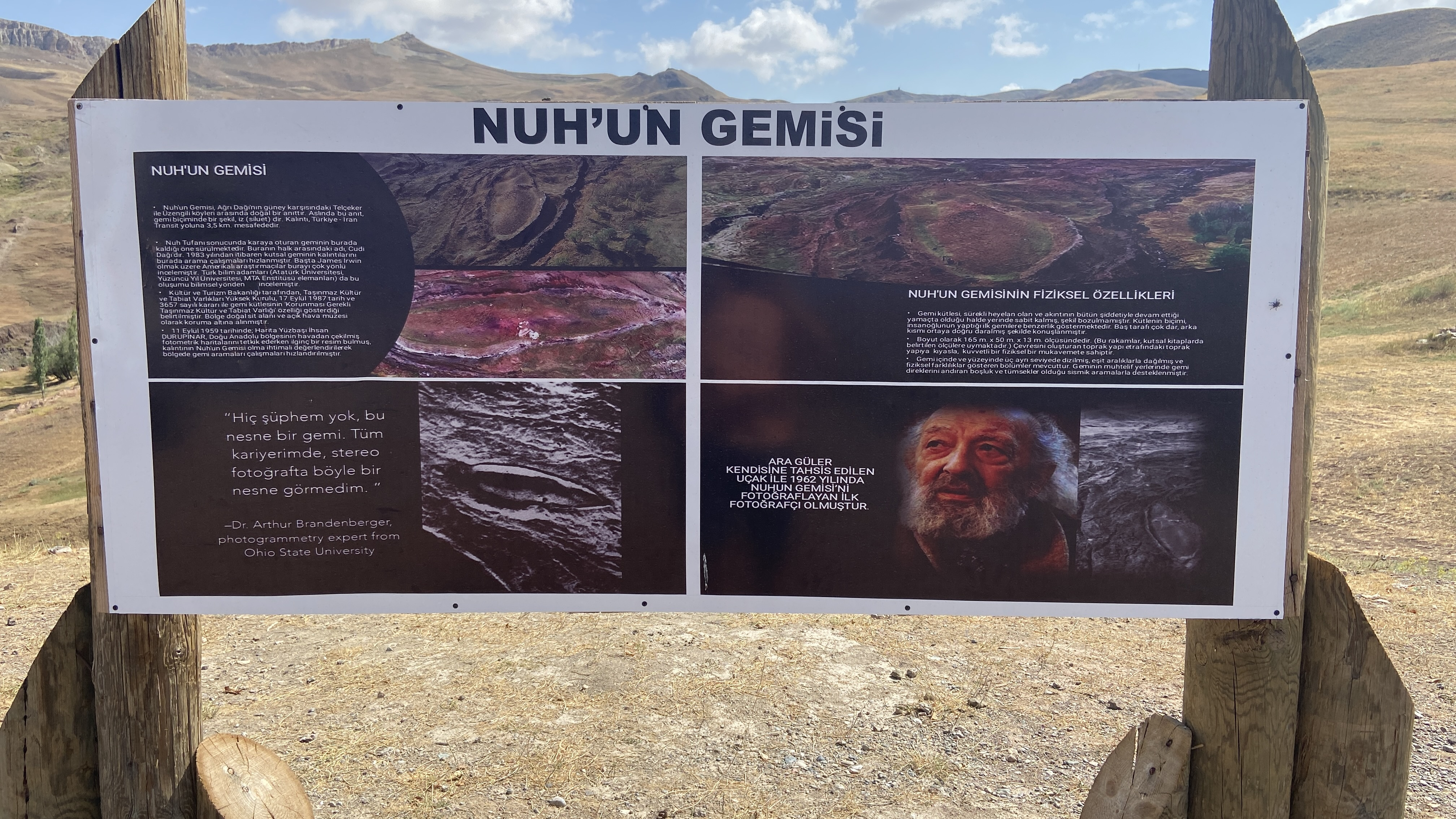
Місце де досліджували ймовірну зупинку Ковчегу Ноя (фото 2021 р.)

Через 150 днів Ковчег зупинився на горах Араратських. Вода продовжувала спадати і через 70 днів завиднілися гірські вершки. Ной вислав крука, який «літав той туди та назад, аж поки не висохла вода з-над землі». Потім Ной вислав голуба, але той повернувся не знайшовши землі. Ще через сім днів Ной знову випустив голуба, і він повернувся з оливковим листком у дзьобі; тоді Ной зрозумів що вода спадає. Ной почекав ще сім днів і випустив голуба знову, цього разу голуб не повернувся. Після цього Ной з родиною, а також всі тварини вийшли з Ковчега і Ной приніс жертву Богу, а Бог вирішив, що Він більше ніколи не проклинатиме землю за людину, і вже більше не вбиватиме всього живого, як то Він вчинив був.
На згадку про Свою обіцянку людям Бог дав їм веселку у хмарі, говорячи: «І станеться, коли над землею Я хмару захмарю, то буде виднітися в хмарі веселка. І згадаю про Свого заповіта, що між Мною й між вами, і між кожною живою душею в кожному тілі. І більш не буде вода для потопу, щоб вигубляти кожне тіло».

## Прототипи
В 1948 році знайшлася клинописна табличка, перекладена через декілька десятиліть Ірвінгом Фінкелем, куратором Британського музею, із досі невідомою вавилонською версією про великий потоп. У цій версії були дані конкретні розміри незвичайно великого корабля (різновид круглого човна). Його відкриття призвело до створення телевізійного документального фільму та книги, що резюмує це відкриття. Масштабна копія човна, описаного на табличці, була побудована та плавала в Кералі, Індія.

Британські вчені розшифрували одну з найдавніших карт світу — вавилонську табличку Imago Mundi, створену понад 3000 років тому, яка може підтверджувати біблійну історію про Ноєвий ковчег. На карті зображені месопотамські землі, оточені "Гіркою рікою", а також подано вказівки маршруту до "Урарту" — сучасного Арарату. Дослідники припускають, що карта може описувати подорож і розміри судна, здатного пережити потоп.
Водночас геолог доктор Ендрю Снеллінг з Університету Сіднея сумнівається у зв'язку гори Арарат із ковчегом, вважаючи, що вона утворилася після потопу.
Табличка, знайдена на Близькому Сході, з 1882 року зберігається у Британському музеї.

## Цікаві факти
Згідно Біблії, Бог наказав Ною взяти кожної тварини по парі. Цей мотив часто повторюється в картинах. Однак, згідно з текстом Біблії, кількість тварин різних видів була різною, залежно від уявлень про їх міфічну "чистоту":
Із усякої чистої худоби візьмеш собі по семеро, самця та самицю її, а з худоби нечистої двоє: самця та самицю її. 3 Також із птаства небесного по семеро, самця та самицю, щоб насіння сховати живим на поверхні всієї землі. 

## В культурі
Ноїв ковчег зображений в контексті всесвітнього потопу в фільмі Ной (2014).
Події в Ноєвому ковчезі описано у драматичній поемі Віктора Гребенюка (Брата Віктора) «Світло в ковчезі» – розділі епічної містерії «Діяння небожителів».